# Моторика
Мото́рика (лат. motus — рух) — рухова активність організму або окремих органів. Під моторикою розуміють послідовність рухів, які у своїй сукупності потрібні для виконання будь-якої певної задачі. Вона поділяється на велику й дрібну моторику, а також моторику певних органів.

## Велика моторика
Навички великої моторики включають в себе виконання таких дій, як: перевертання, нахили, ходьба, повзання, біг, стрибки і тому подібні. Зазвичай розвиток навичок великої моторики наступає у певному порядку у всіх людей.
Розвиток в цілому рухається зверху вниз. Перше, що зазвичай дитина вчиться контролювати — це рухи очей.
Велика моторика є основою, на яку згодом накладаються більш складні й тонкі рухи дрібної моторики.

## Дрібна моторика
Дрібна моторика — здатність маніпулювати дрібними предметами, передавати об'єкти з руки в руку, а також виконувати завдання, що потребують скоординованої роботи очей і рук.
Навички дрібної моторики використовуються для виконання таких точних дій, як «пінцетне тримання» (великим і вказівним пальцями) для маніпулювання невеликими об'єктами, малювання, вирізання, застібання ґудзиків, в'язання, гри на музичних інструментах і так далі. Освоєння навичок дрібної моторики вимагає розвитку дрібніших м'язів, ніж для великої моторики.
Розвитку дрібної моторики в дітей сприяють ігри з розвиваючими іграшками.

## Моторика органів
Під моторикою органу або системи органів розуміють злагоджену роботу м'язів, що забезпечують їх нормальне функціонування.
Перш за все, мова йде про моторику шлунково-кишкового тракту (див. Харчова моторика шлунка), але поняття також вживається і щодо інших органів, наприклад, моторики жовчного або сечового міхурів.